# Ленсойс-Мараньенсис (национальный парк)
Ленсойc-Мараньенсис, Ленсойс-Мараньенсес (порт. Parque Nacional dos Lençóis Maranhenses) — национальный парк в штате Мараньян, в северной Бразилии, юго-восточнее залива Сан-Жозе, где расположена столица штата Сан-Луис. Эта плоская территория расположена очень невысоко от уровня моря и покрыта характерными большими песчаными дюнами высотой до 40 метров. В сезон дождей между дюнами образуется множество временных лагун. Парк занимает территорию около 1000 км². Несмотря на частые дожди, не имеет практически никакой растительности. Парк был основан 2 июня 1981 года. Именно здесь происходят события бразильского фильма Дом песка.
В 2024 году был внесён в список Всемирного наследия ЮНЕСКО.

## Галерея

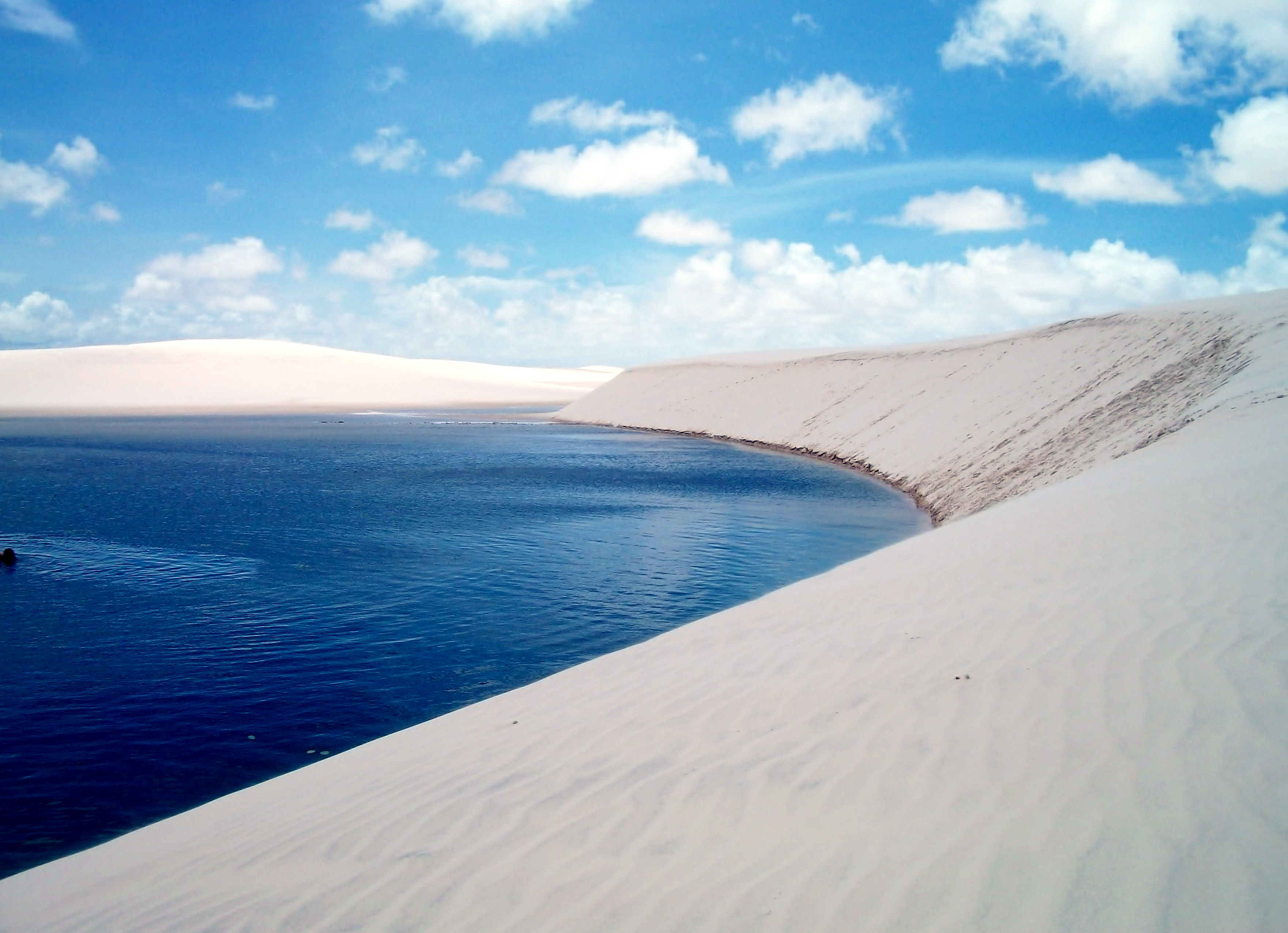
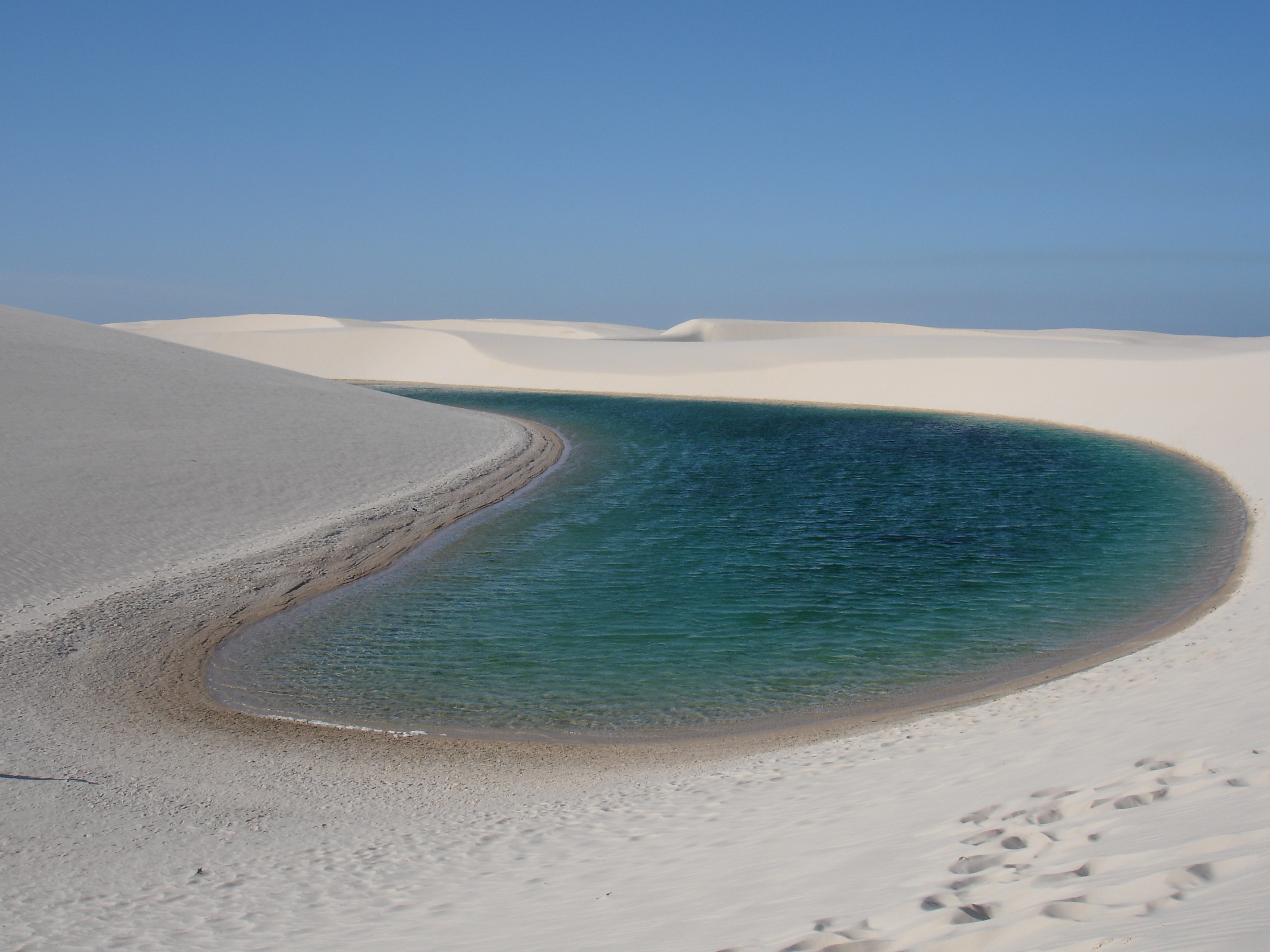
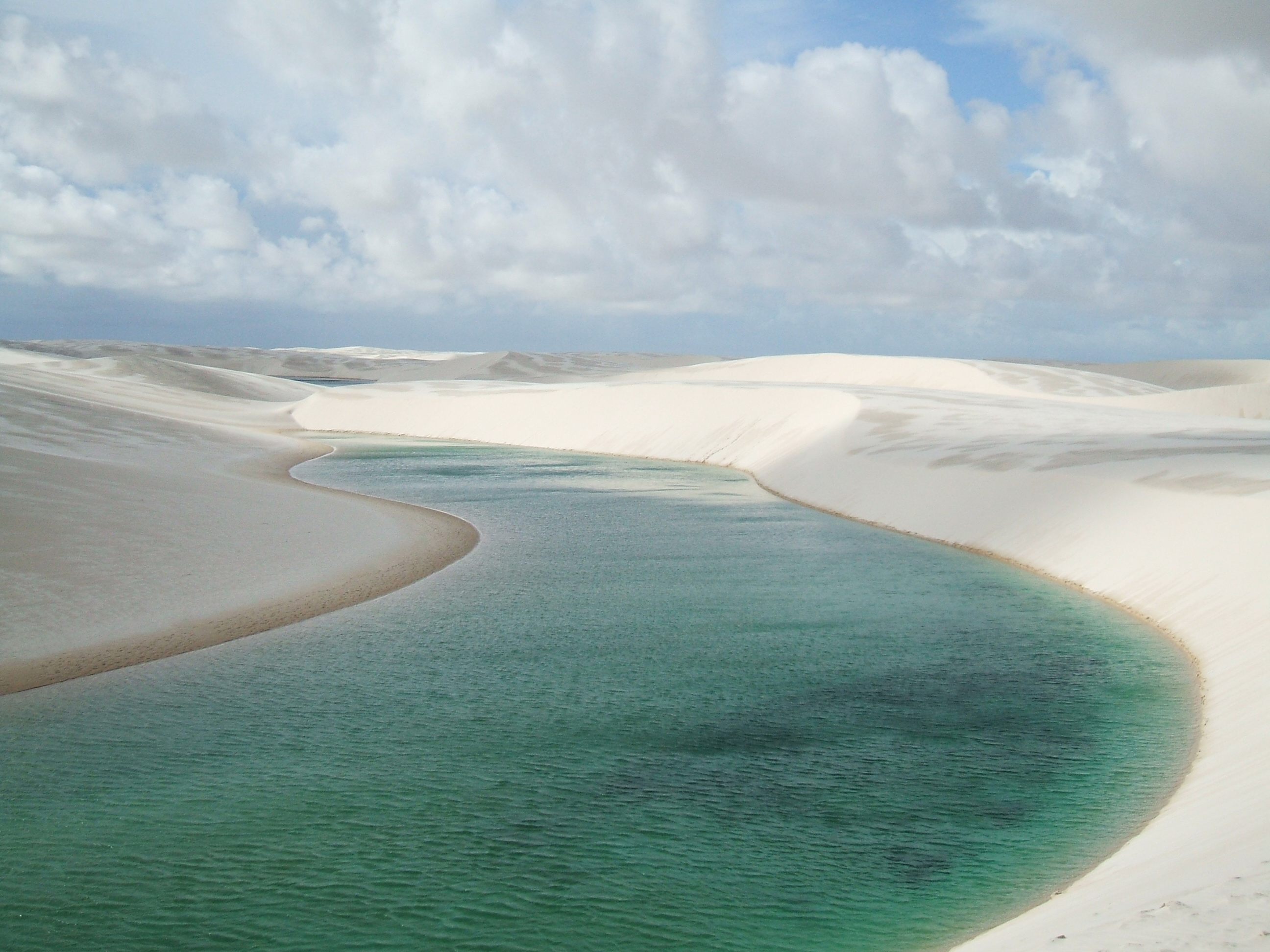
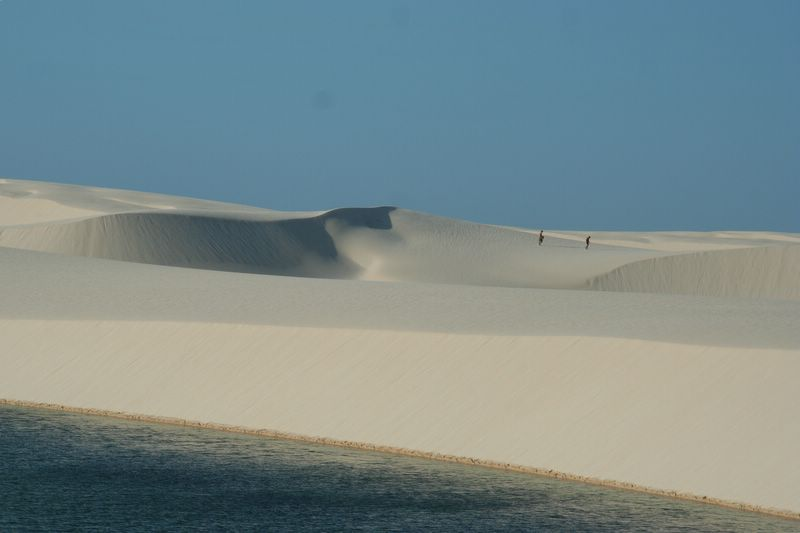
Дюны и лагуны
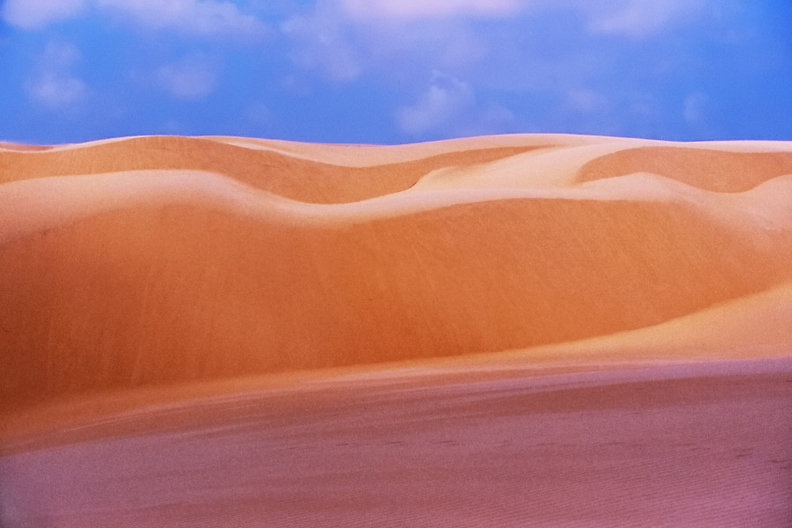
Lençóis Maranhenses
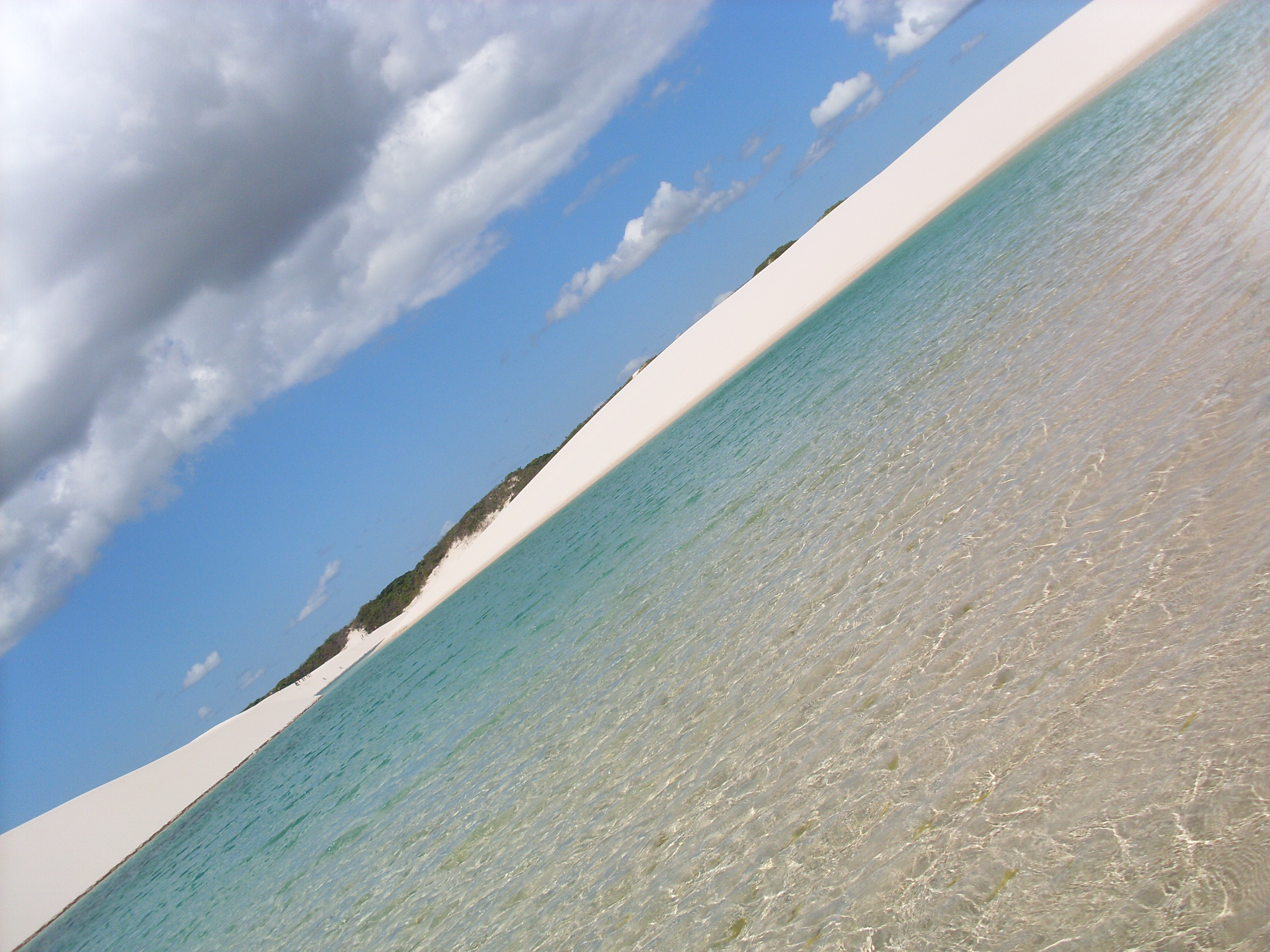
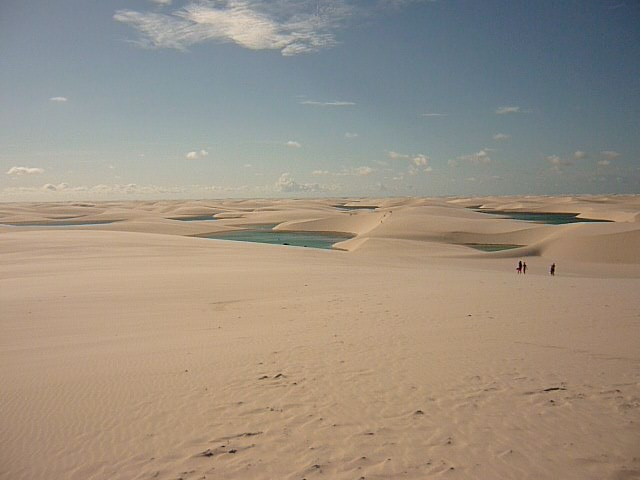
Дюны и лагуны
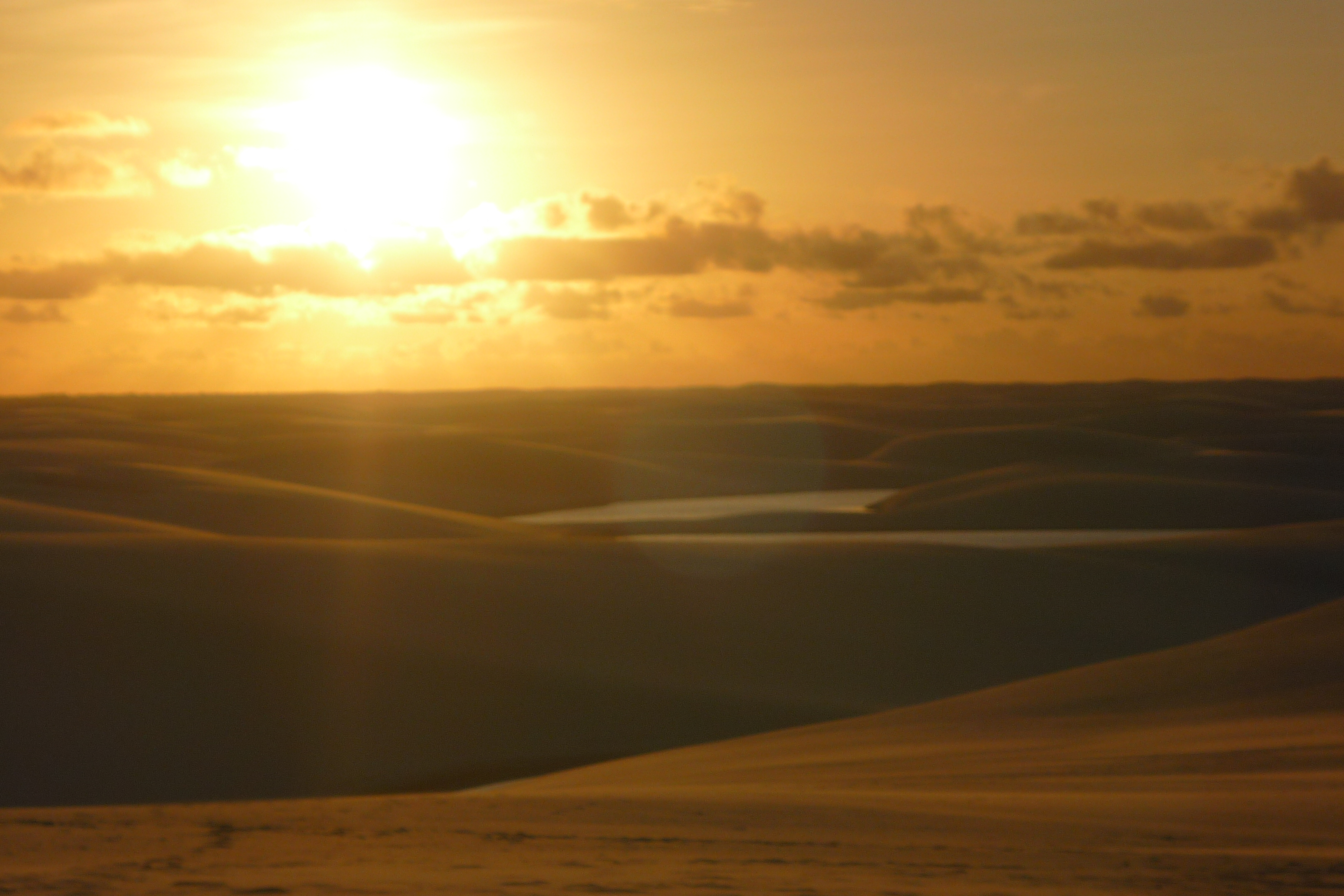
Дюны